# Temporada 2007 del Campeonato Mundial de Turismos
El Campeonato Mundial de Turismos de 2007 fue la cuarta temporada del Campeonato Mundial de Turismos. Comenzó el 11 de marzo y terminó el 18 de noviembre después de 20 carreras. El campeonato está abierto a turismos según las normas Super 2000 y Diesel 2000 de la FIA. 

## Pilotos y equipos
Lista de participantes a fecha de octubre de 2007  y las lista de participantes para la carrera de Macao .
| No. | Piloto               | Equipo                  | Coche                  |
| --- | -------------------- | ----------------------- | ---------------------- |
| 1   | Andy Priaulx         | BMW Team UK             | BMW 320si              |
| 2   | Jörg Müller          | BMW Team Germany        | BMW 320si              |
| 3   | Augusto Farfus Jr.   | BMW Team Germany        | BMW 320si              |
| 4   | Alessandro Zanardi   | BMW Team Italy-Spain    | BMW 320si              |
| 5   | Félix Porteiro       | BMW Team Italy-Spain    | BMW 320si              |
| 6   | Robert Huff          | Chevrolet               | Chevrolet Lacetti      |
| 7   | Nicola Larini        | Chevrolet               | Chevrolet Lacetti      |
| 8   | Alain Menu           | Chevrolet               | Chevrolet Lacetti      |
| 9   | Jordi Gené           | SEAT Sport              | SEAT León              |
| 9   | Jordi Gené           | SEAT Sport              | SEAT León TDI          |
| 10  | Michel Jourdain Jr.  | SEAT Sport              | SEAT León              |
| 11  | Gabriele Tarquini    | SEAT Sport              | SEAT León              |
| 11  | Gabriele Tarquini    | SEAT Sport              | SEAT León TDI          |
| 12  | Yvan Muller          | SEAT Sport              | SEAT León              |
| 12  | Yvan Muller          | SEAT Sport              | SEAT León TDI          |
| 14  | Fredrik Ekblom       | BMW Team UK             | BMW 320si              |
| 15  | James Thompson       | N.Technology            | Alfa Romeo 156         |
| 16  | Olivier Tielemans    | N.Technology            | Alfa Romeo 156         |
| 17* | Tomas Engström       | Engström Motorsport     | Honda Accord Euro R    |
| 18  | Tiago Monteiro       | SEAT Sport              | SEAT León              |
| 19* | Roberto Colciago     | SEAT Sport Italia       | SEAT León              |
| 20  | Tom Coronel          | GR Asia                 | SEAT León              |
| 21* | Emmet O'Brien        | GR Asia                 | SEAT León              |
| 22* | Maurizio Ceresoli    | GR Asia                 | SEAT León              |
| 23* | Pierre-Yves Corthals | Exagon Engineering      | SEAT León              |
| 24* | Anthony Beltoise     | Exagon Engineering      | SEAT León              |
| 25  | Duncan Huisman       | Team RAC / Aviva        | BMW 320si              |
| 26* | Stefano D'Aste       | Wiechers Sport          | BMW 320si              |
| 27  | Colin Turkington     | Team RAC / Aviva        | BMW 320si              |
| 28  | Carl Rosenblad       | Elgh Motorsport         | BMW 320si              |
| 30* | Luca Rangoni         | Proteam Motorsport      | BMW 320si              |
| 31* | Sergio Hernández     | Proteam Motorsport      | BMW 320si              |
| 32* | Davide Roda          | Proteam Motorsport      | BMW 320si              |
| 33* | Miguel Freitas       | Racing for Belgium      | Alfa Romeo 156         |
| 34* | Massimiliano Pedalà  | SEAT Sport Italia       | SEAT León              |
| 35* | Timur Sadredinov     | GR Asia                 | SEAT León              |
| 36* | María de Villota     | Maurer Motorsport       | Chevrolet Lacetti      |
| 37* | Phillip Geipel       | TFS Yaco Racing         | Toyota Corolla T-Sport |
| 38  | Òscar Nogués         | SEAT Sport              | SEAT León              |
| 40  | Peter Terting        | SEAT Sport              | SEAT León              |
| 43* | Franz Engstler       | Engstler Motorsport     | BMW 320i               |
| 44* | Andrey Romanov       | Engstler Motorsport     | BMW 320i               |
| 45* | Sergey Krylov        | GR Asia                 | SEAT León              |
| 46  | David Louie          | Engstler Motorsport     | BMW 320i               |
| 50* | Lev Fridman          | Russian Bear Motorsport | BMW 320i               |
| 51* | Evgeny Zelenov       | Russian Bear Motorsport | BMW 320i               |
| 52* | Viktor Shapovalov    | Russian Bear Motorsport | BMW 320i               |
| 54* | Alexander Lvov       | Golden Motors           | Honda Accord Euro R    |
| 55* | Andrey Smetsky       | Golden Motors           | Honda Accord Euro R    |
| 60  | Robert Dahlgren      | Polestar Racing         | Volvo S60 Flexifuel    |
| 62* | Ao Chi Hong          | Ao's Racing Team        | BMW 320i               |
| 63  | Henry Lee Jr.        | Avtodom Racing          | BMW 320i               |
| 66  | André Couto          | N.Technology            | Alfa Romeo 156         |
| 77* | Luís Pedro Magalhães | Exagon Engineering      | SEAT León              |
| 88  | Rickard Rydell       | Chevrolet               | Chevrolet Lacetti      |
| 88  | Rickard Rydell       | SEAT Sport              | SEAT León              |

* pilotos puntuables para el campeonato Yokohama de pilotos independientes.

## Calendario 2007
Cada carrera comprende dos mangas de 50 kilómetros cada una. La parrilla de la primera carrera se configura con una sesión de calificación y la parrilla de la segunda carrera se configura con los resultados de la primera carrera y con inversión de las posiciones de los ocho primeros clasificados.
| Carrera | Fecha            | País            | Circuito     | Piloto ganador     |
| ------- | ---------------- | --------------- | ------------ | ------------------ |
| 1       | 11 de marzo      | Brasil          | Curitiba     | Jörg Müller        |
| 2       | 11 de marzo      | Brasil          | Curitiba     | Augusto Farfus Jr. |
| 3       | 6 de mayo        | Países Bajos    | Zandvoort    | Alain Menu         |
| 4       | 6 de mayo        | Países Bajos    | Zandvoort    | Gabriele Tarquini  |
| 5       | 20 de mayo       | España          | Cheste       | James Thompson     |
| 6       | 20 de mayo       | España          | Cheste       | James Thompson     |
| 7       | 3 de junio       | Francia         | Pau          | Alain Menu         |
| 8       | 3 de junio       | Francia         | Pau          | Augusto Farfus Jr. |
| 9       | 17 de junio      | República Checa | Brno         | Félix Porteiro     |
| 10      | 17 de junio      | República Checa | Brno         | Jörg Müller        |
| 11      | 8 de julio       | Portugal        | Boavista     | Alain Menu         |
| 12      | 8 de julio       | Portugal        | Boavista     | Andy Priaulx       |
| 13      | 29 de julio      | Suecia          | Anderstorp   | Robert Huff        |
| 14      | 29 de julio      | Suecia          | Anderstorp   | Rickard Rydell     |
| 15      | 26 de agosto     | Alemania        | Oschersleben | Yvan Muller        |
| 16      | 26 de agosto     | Alemania        | Oschersleben | Augusto Farfus Jr. |
| 17      | 23 de septiembre | Gran Bretaña    | Brands Hatch | Alain Menu         |
| 18      | 23 de septiembre | Gran Bretaña    | Brands Hatch | Andy Priaulx       |
| 19      | 7 de octubre     | Italia          | Monza        | Yvan Muller        |
| 20      | 7 de octubre     | Italia          | Monza        | Jordi Gené         |
| 21      | 18 de noviembre  | Macao           | Macao        | Alain Menu         |
| 22      | 18 de noviembre  | Macao           | Macao        | Andy Priaulx       |

## Resultados finales

### Pilotos
Sistema de Puntos: 10-8-6-5-4-3-2-1 para los ocho primeros clasificados.

### Constructores
| Pos | Constructor | Coche                    | Victorias | Puntos |
| --- | ----------- | ------------------------ | --------- | ------ |
| 1   | BMW         | BMW 320si                | 9         | 255    |
| 2   | SEAT        | SEAT León, SEAT León TDI | 4         | 249    |
| 3   | Chevrolet   | Chevrolet Lacetti        | 7         | 218    |
| 4   | Alfa Romeo  | Alfa Romeo 156           | 2         | 124    |